# Boheľov
Boheľov (hongrois : Bögellő) est un village de Slovaquie situé dans la région de Trnava.

## Histoire
Première mention écrite du village en 1456.

## Démographie

### Évolution de la population
| Année:               | 1994. | 2004.   | 2014.   | 2024.   |
| -------------------- | ----- | ------- | ------- | ------- |
| Nombre de personnes: | 371   | 365     | 346     | 355     |
| Différence:          |       | -1,61 % | -5,20 % | +2,60 % |

| Année:               | 2023. | 2024.   |
| -------------------- | ----- | ------- |
| Nombre de personnes: | 357   | 355     |
| Différence:          |       | -0,56 % |